# Telegatti 1998
La 15ª edizione del Gran Premio Internazionale dello Spettacolo si è tenuta a Milano, al Teatro Ventaglio Nazionale, il 5 maggio 1998. Conduttori della serata sono stati Pippo Baudo, affiancato da Milly Carlucci.
Striscia la notizia giunge al suo ottavo Telegatto; Enzo Biagi arriva invece a quota tredici. Prima edizione, dal 1984, in cui Mike Bongiorno non viene premiato.
Ospiti della serata sono stati la cantante Cher, il ballerino spagnolo Joaquín Cortés, Tobias Moretti (arrivato per il Telegatto per il miglior film straniero) e Jean-Paul Belmondo per il Telegatto di platino.
L'incasso della serata è stato devoluto alla fondazione Nostra signora del Buon Consiglio di Tirana.

## Vincitori
I premi sono assegnati alle trasmissioni andate in onda l'anno precedente alla cerimonia. Di seguito vengono elencate le varie categorie di premi, e i rispettivi vincitori dell'anno.

### Personaggio femminile dell'anno
- Raffaella Carrà

### Personaggio maschile dell'anno
- Paolo Bonolis

### Telegatto alla carriera
- A Sandra Mondaini e Raimondo Vianello

### Trasmissione dell'anno
- La corrida, Canale 5

### Miglior film TV
- L'avvocato Porta, Canale 5

### Miglior telefilm italiano
- Un prete tra noi, Rai 1

### Miglior telefilm straniero
- Il commissario Rex, trasmesso su Rai 2

### Premio TV utile
- Trenta ore per la vita, a tutte le Reti Mediaset

### Miglior trasmissione di attualità e cultura
- Il Fatto, Rai 1

### Miglior trasmissione di giochi e quiz TV
- Tira & Molla, Canale 5

### Miglior trasmissione di satira TV
- Striscia la notizia, Canale 5

### Miglior trasmissione di intrattenimento con ospiti
- Accadde domani, Canale 5

### Miglior trasmissione di varietà
- Buona Domenica, Canale 5

### Miglior trasmissione musicale
- Furore, Rai 2

### Miglior trasmissione sportiva
- Quelli che... il calcio, Rai 3

### Miglior trasmissione per ragazzi
- TG Ragazzi, Rai 1

## Premi speciali
- A Jean-Paul Belmondo, per il cinema straniero in TV
- A Paolo Limiti
- A Maurizio Costanzo ed Enrico Mentana per la trasmissione Esclusivo 5 (Canale 5)[1]

### Lettore di TV Sorrisi e Canzoni
- Alla signora Mariangela Gabriella Saini

## Un anno di TV in due minuti
Il video d'apertura di questa edizione con il meglio della televisione della stagione 1997/1998 è accompagnata da tre canzoni: Tubthumping dei Chumbawamba, Barbie Girl degli Aqua, ed Everybody (Backstreet's Back) dei Backstreet Boys.

## Statistiche emittente/vittorie
- Rai 1   3 premi
- Rai 2   2 premi
- Rai 3    1 premio

Totale Rai6 Telegatti
- Canale 5   6 premi
- Italia 1      1 premio
- Rete 4     1 premio

Totale Mediaset8 Telegatti